# ミウ・レ
ミウ・レ（國語字：Miu Lê）、本名黎映日（レ・アインニャット、國語字：Lê Ánh Nhật、1991年7月5日 - ）は、ベトナムの歌手および女優。2009年のヒットテレビドラマ『白い天使たち（ベトナム語：Những thiên thần áo trắng）』で主演したことで最もよく知られている。
2025年、ミウ・レは『美しい女の子がハイと言う』テレビ番組に参加しました。

## ディスコグラフィ

### シングル
- 『不可能』Impossible（2010年）
- 『妖精の夢』Giấc mơ thần tiên（2011年）
- 『愛してます』Em yêu anh（2012年）
- 『息を触る』Chạm vào hơi thở（2013年）
- 『夏の日差し』Nắng mùa hạ（2014年）
- 『美しい昔』Diễm xưa（2015年）
- 『どこにいるの』Anh đang nơi đâu（2016年）
- 『昨日の女の子』Cô gái ngày hôm qua（2017年）

## フィルモグラフィ

### 映画
- 『エンジェル99』（2011年）
- 『家には5つの仙女がいます』（2013年）
- 『SWEET 20』（2015年）
- 『ベトナムの怪しい彼女』（2015年）
- 『昨日からの少女』（2017年）

### テレビドラマ
- 『白い天使たち』（2009年）
- 『ピンクの夢』（2010年）
- 『YOU AND I』（2016年）